# Negayan tata
Negayan tata là một loài nhện trong họ Anyphaenidae.
Loài này thuộc chi Negayan. Negayan tata được miêu tả năm 2005 bởi Lopardo.